# Scytodes redempta
Scytodes redempta är en spindelart som beskrevs av Chamberlin 1924. Scytodes redempta ingår i släktet Scytodes och familjen spottspindlar. Inga underarter finns listade i Catalogue of Life.